# Anton Ebben
Antonius „Toon“ Ebben, zumeist verkürzt Anton Ebben, (* 22. Dezember 1930 in Tilburg, Niederlande; † 4. Februar 2011 in 's-Graveland, Niederlande) war ein niederländischer Springreiter.
Ebben bestritt im Jahr 1957 seine ersten großen Turniere. Seine erste Erfolgsphase lag in den 1960er Jahren, hier feierte er mit Kairouan Erfolge und bestritt die Europameisterschaften 1966 in Luzern mit diesem. Die größten Erfolge seiner Karriere feierte er mit seinem zweiten Erfolgspferd, Jumbo Design.
Mit dem damals siebenjährigen Wallach Jumbo Design bestritt Ebben seine ersten und einzigen Olympischen Spiele. Bei den Veranstaltungen in Montreal und Bromont erreichte er den 12. Rang in der Mannschaftswertung und Rang 25 in der Einzelwertung.
Das erfolgreichste Championat seiner Karriere waren die Europameisterschaften der Springreiter 1977 in Wien. Hier gewann er, erneut mit Jumbo Design, Gold mit der niederländischen Mannschaft und die Bronzemedaille in der Einzelwertung. Ein Jahr später, bei den Weltmeisterschaften in Aachen, gewann er mit Jumbo Design als Teil der niederländischen Mannschaft Mannschaftssilber (16. Platz in der Einzelwertung). In seiner Karriere war er mehrfach niederländischer Meister der Springreiter.
Im Jahr 1986 beendete er seine aktive Reiterkarriere. Anfang 2011 verstarb er nach langer Krankheit.

## Turnierpferde
- Kairouan (* ?, † ?)
- Jumbo Design (* 1969, † ?), brauner KWPN-Wallach, Vater: Millerole xx[6][7]